# Tanger (film)
Pour les articles homonymes, voir Tanger (homonymie).
Tanger (titre original : Tangier) est un film américain réalisé par George Waggner, sorti en 1946.

## Fiche technique
- Titre : Tanger
- Titre original : Tangier
- Réalisation : George Waggner
- Scénario : M.M. Musselman, Monte Collins, d'après une histoire originale d'Alice D.G. Miller
- Producteurs : Joseph Gershenson, Paul Malvern
- Musique : Milton Rosen
- Directeur de la photographie : Woody Bredell
- Montage : Edward Curtiss
- Direction artistique : Sturges Carne, John B. Goodman
- Décors : Russell A. Gausman, Ted von Hemert
- Costumes : Travis Banton
- Ingénieurs du son : Bernard B. Brown, Charles Carroll
- Société de production : Universal Pictures
- Pays de production :  États-Unis
- Langue : anglais
- Format : noir et blanc – 35 mm – 1,37:1 – mono
- Genre : drame, aventure
- Durée : 74 minutes
- Dates de sortie :
  - États-Unis : 6 juin 1946
  - France : 8 juillet 1947

## Distribution
- Maria Montez : Rita
- Robert Paige : Paul Kenyon
- Sabu : Pepe
- Preston Foster : Col. Jose Artiego
- Louise Allbritton : Dolores
- Kent Taylor : Ramon
- J. Edward Bromberg : Alec Rocco
- Reginald Denny : Fernandez
- Charles Judels : Dimitri
- Francis McDonald : Sanchez
- Ernö Verebes : Capitaine Cartiaz
- Dorothy Lawrence : Employée de maison
- George Lynn : Lieutenant
- William E. Green : Mike
- Joan Fulton : Blonde de Rocco

Acteurs non crédités
- John Banner : Opérateur de Grande Roue
- John George : Mendiant
- Charles Stevens : Juan
- Charles Wagenheim : Hadji